# Luis Izaga Aguirre
Luis Izaga Aguirre fue un jesuita y jurista español, nacido en Arechavaleta, Guipúzcoa el 1 de abril de 1874 y fallecido en Bilbao el 3 de diciembre de 1962

## Biografía
Ingresó muy joven en la Compañía de Jesús, ordenándose sacerdote el 30 de julio de 1904. Realizó estudios de Derecho y muy pronto fue nombrado profesor en la Universidad de Deusto, donde permaneció hasta 1929. Trasladado a Madrid, fue director de la Revista Razón y Fe, donde publicó artículos y superior de la Casa de los jesuitas en la capital. Durante la guerra fue detenido en su domicilio y encarcelado.
En 1944 regresó a Deusto donde permanecería hasta su retiro, dando Derecho Político. Contó entre sus alumnos a personalidades del mundo industrial, científico y político, entre ellos algunos ministros.
Su tratado de Elementos de Derecho político, que actualizó periódicamente, fue muy utilizado en universidades españolas e hispanoamericanas. 

## Obras
- Principios generales que deben regir la navegación aérea Tesis doctoral (1912)
- Elementos de Derecho político (1922)
- La doctrina de Monroe: su origen y principales fases de su evolución (1929)
- El desarme y la sociedad de naciones" (1932)
- La Iglesia y el Estado (1933)
- El P. Luis de Molina, internacionalista (1936)
- Pláticas breves, predicadas a... Hijas de María (1945)

- Datos: Q9025136